# Мејнардвил (Тенеси)
Мејнардвил (енгл. Maynardville) град је у америчкој савезној држави Тенеси.

## Демографија
По попису из 2010. године број становника је 2.413, што је 631 (35,4%) становника више него 2000. године.
| Група             | 2000.         | 2010.         |
| Белци             | 1.748 (98,1%) | 2.326 (96,4%) |
| Афроамериканци    | 3 (0,2%)      | 2 (0,1%)      |
| Азијати           | 2 (0,1%)      | 5 (0,2%)      |
| Хиспаноамериканци | 6 (0,3%)      | 47 (1,9%)     |
| Укупно            | 1.782         | 2.413         |